# 김상진 (1954년)
김상진(金相鎭, 1954년 ~ )은 대한민국의 가수이다. '고향이 좋아'를 히트시켰다.

## 생애
부산 신창에서 태어났다. 1969년 '이정표 없는 거리'로 데뷔했고, 1971년 ~ 1973년 3년간 MBC 10대 가수에 뽑혔다. 1972년에 남국인의 곡 '고향이 좋아'를 발표해 히트시켰다.

## 일화
- 향토적이고 서정적인 노래로 인기를 누렸다.
- 여성스러운 목소리가 인상적이었다.
- 1975년에는 장발가수라는 이유로 MBC 문화방송에서 출연 정지 처분을 받았다.[3]
- 한 때 창법이 저속하다는 이유로 '고향 아줌마', '미워도 당신' 등 노래가 방송 금지되기도 했다.[4]

## 같이 보기
- 유튜브 가요무대 1427회(2015년 7월 20일), 김상진 '고향이 좋아'